# 2010年世界房車錦標賽摩洛哥站
2010年世界房車錦標賽摩洛哥站是2010年度世界房車錦標賽的第二站賽事，正式比賽在2010年5月2日於摩洛哥馬拉喀什街道賽道上舉行。這是第二次在摩洛哥舉行賽事。第一回合由SR車隊的泰基尼勝出，第二回合由寶馬車隊的派奧勝出。